# ایراقن سویسی
ایراقن سویسی (به عربی: إیراقن سویسی) یک شهرداری در الجزایر است که در استان جیجل واقع شده‌است. ایراقن سویسی ۴٬۰۸۸ نفر جمعیت دارد.